# 宜昌橙
宜昌橙（学名：Citrus cavaleriei）为芸香科柑橘属下的一个种。

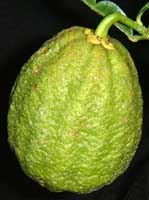
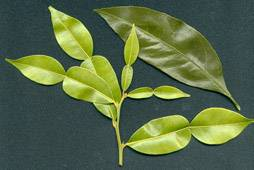

此品种为中国特有种，产于中国中西部到西南部一带，并以湖北省宜昌市为名。
宜昌橙相当坚硬，其硬度仅次于枳，可以抵抗霜冻和潮湿。

## 描述
宜昌橙大多为野生，极少人工栽培，为大型灌木或小型乔木，阔叶，高3米到4.5米。果实有香气，但表面粗糙，形状为椭圆、圆或圆扁，成熟后呈黄色或橙色。含许多单胚种子，汁水少，味酸苦，甚至无汁水。
宜昌橙的杂交种果实亦多为酸味或苦味，其中一个是日本柚子。